# 미네통카호

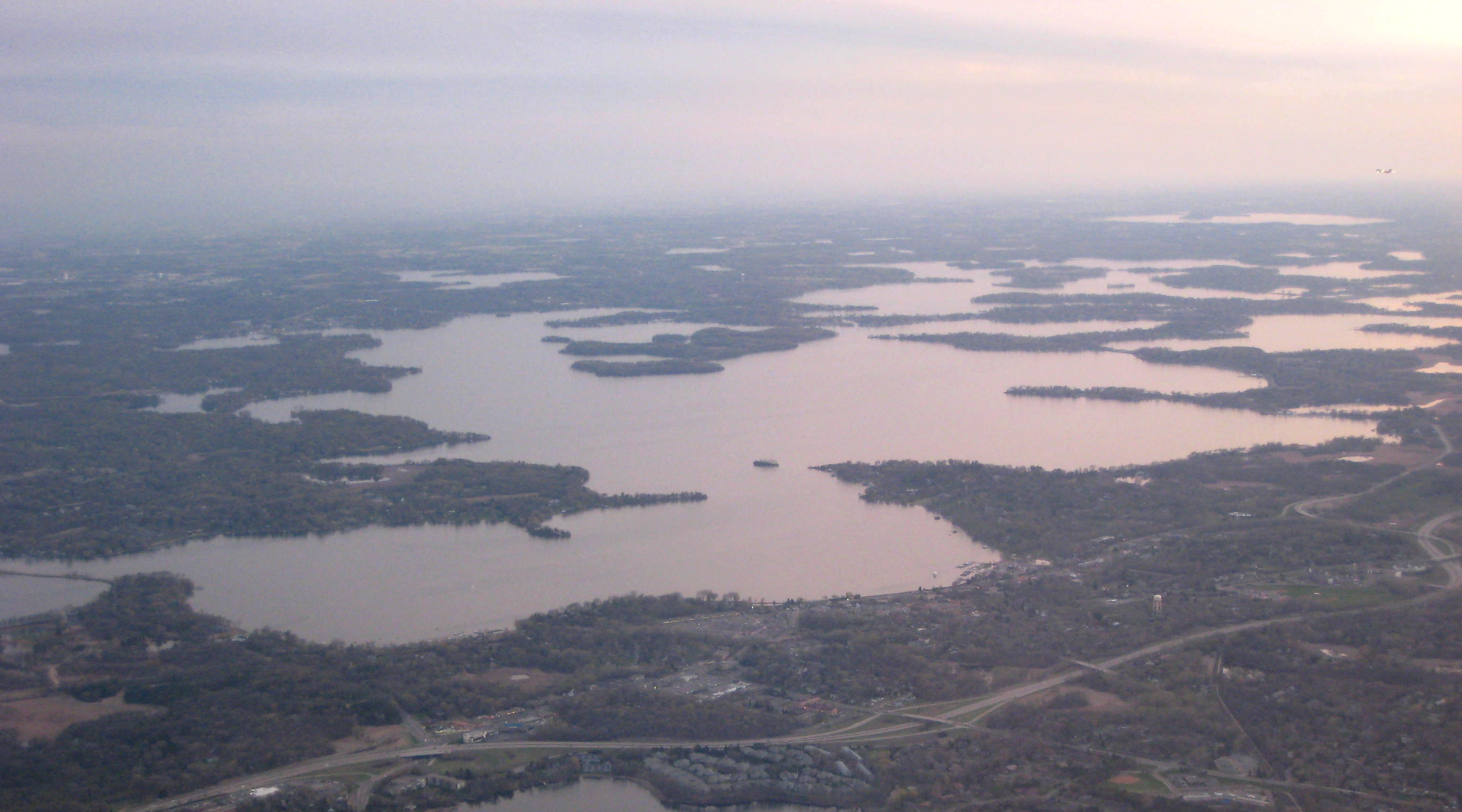
미네통카 호

미네통카 호(Lake Minnetonka)는 미국 미네소타주에 있는 면적 59 km2의 호수이다. 이 호수는 미니애폴리스-세인트폴 도시권의 서남서쪽에 위치해 있다. 200km의 해안선이 펼쳐져 있으며, 최고 수심은 34m.